# Siobhan Marshall
Siobhan Marshall es una actriz neozelandesa conocida por su papel de Pascalle West en la serie de comedia y drama Outrageous Fortune (2005-2010).

## Carrera
Marshall asistió a la Escuela Unitec de Artes Escénicas de la Pantalla de Auckland y se graduó en 2003.
En 2004, Marshall apareció en Shortland Street, interpretando a un personaje casualmente llamado Siobhan. Luego apareció como "Dominique" en un episodio del programa infantil Amazing Extraordinary Friends.
Está representada por Auckland Actors y Encompass Entertainment Group.
En 2015 apareció en una sexta serie de la versión neozelandesa de Dancing with the Stars con su pareja de baile profesional, Charlie Billington, donde quedó tercera en la competencia.

## Vida personal
Marshall, que mide 183 cm de altura, tiene un hermano y una hermana. Marshall era propietaria de una casa en Oratia, un suburbio de Auckland, pero vivía con su madre en Auckland en 2013. Se casó con el actor Millen Baird en el 2016. Ellos tienen dos hijos.

## Filmografía

### Televisión
| Año       | Título                            | Papel               | Notas |
| --------- | --------------------------------- | ------------------- | --- |
| 2004      | Shortland Street                  | Siobhan O'Leary     | Invitada, episodios desconocidos                                                                                             |
| 2005–2010 | Outrageous Fortune                | Pascalle West       | Protagonista |
| 2007      | The Amazing Extraordinary Friends | Dominique           | "Attack of the Atomic Bombshell" (T01E06)                                                                                    |
| 2012      | The Almighty Johnsons             | Mia                 | "A Damn Fine Woman" (T02E05)                                                                                                 |
| 2013      | The Almighty Johnsons             | Hanna Larsen        | "A Bit Like Buses Really" (T03E11); "Late to the Point of Knowledge" (T03E12); "The End of the World as We Know It" (T03E13) |
| 2013      | The Blue Rose                     | Linda Frame         | Protagonista |
| 2014      | Shortland Street                  | Dra. Ava Erikkson   | Invitada, episodios desconocidos                                                                                             |
| 2015      | Find Me a Maori Bride             | Debbie Alpert       | Episodios 1–4 |
| 2015      | Dancing with the Stars            | Ella misma          | Temporada 6, concursante |
| 2021–2022 | Power Rangers Dino Fury           | Santaura/Void Queen | Protagonista |

### Películas
| Año  | Título                                      | Papel         | Notas                  |
| ---- | ------------------------------------------- | ------------- | ---------------------- |
| 2011 | Emilie Richards – Der Zauber von Neuseeland | Lisa Sinclair | Película de televisión |
| 2015 | Abandonados                                 | Martha        | Película de televisión |
| 2017 | Pork Pie                                    | Becca         |                        |